# Król lew 3: Hakuna matata
Król lew 3: Hakuna matata (ang. The Lion King 1½, 2004) – pełnometrażowy, animowany film z wytwórni Walt Disney, midquel Króla lwa i prequel Króla lwa II: Czasu Simby.
Film w Polsce wydany na kasetach wideo i płytach DVD z dystrybucją Imperial Entertainment 25 lutego 2004 roku. Film wydany na DVD i Blu-Ray z dystrybutorem CD Projekt i Galapagos Films. Film wyemitowany w telewizji na kanałach: Puls 2 (premiera: 11 listopada 2015 roku), Disney Channel, Disney XD, Disney Junior, Polsat, Polsat Film, Super Polsat. Na kanałach Telewizji Polsat dostępne są wersje z udogodnieniem: Audiodeskrypcja i napisy dla niesłyszących.
Lektorem audiodeskrypcji filmu jest Paweł Straszewski, wyłącznie na kanałach Telewizji Polsat.

## Fabuła
Fabuła filmu opowiada o życiu Timona i Pumby – dwóch wiernych kompanów Simby znanych z poprzednich części. Kierują się mottem Hakuna Matata, niezwykłym zwrotem określającym brak zmartwień i życie w pełnej beztrosce.

## Wersja oryginalna
- Nathan Lane – Timon
- Ernie Sabella – Pumba
- Matthew Broderick – dorosły i nastoletni Simba
- Matt Weinberg – mały Simba
- Julie Kavner – mama Timona
- Jerry Stiller – wujek Max
- Robert Guillaume – Rafiki
- Moira Kelly – Nala
- Whoopi Goldberg – Shenzi[a]
- Cheech Marin – Banzai
- Jim Cummings – Ed
- Edward Hibbert – Zazu
- Jason Rudofsky – Cykor
- Jeff Bennett – Żelazny Joe
- André Sogliuzzo – zebry
- Tony Anselmo – Kaczor Donald
- Bill Farmer – Goofy
- Carolyn Gardner – królewna Śnieżka
- Corey Burton – Gburek
- Bob Joles – Apsik
- Chris Sanders – Stitch
- Blayne Weaver – Piotruś Pan
- Shaun Fleming – Zagubieni Chłopcy

## Wersja polska
Opracowanie wersji polskiej: Start International Polska

Reżyseria: Joanna Wizmur

Dialogi polskie: Joanna Serafińska

Kierownictwo muzyczne: Marek Klimczuk

Teksty piosenek: Marek Robaczewski i Filip Łobodziński

Piosenki nagrano w: Studio Buffo

W wersji polskiej udział wzięli:
- Wojciech Paszkowski – Timon
- Emilian Kamiński – Pumba
- Krzysztof Banaszyk – dorosły Simba
- Paweł Iwanicki –
  - młody Simba,
  - Zebra #2,
  - zwierzęta,
  - surykatka,
  - Giczoł
- Kajetan Lewandowski –
  - mały Simba,
  - Piotruś Pan,
  - Zagubieni chłopcy
- Mirosława Krajewska – mama Timona
- Mariusz Leszczyński – wujek Max
- Jacek Czyż – Rafiki
- Magdalena Stużyńska – Nala
- Miriam Aleksandrowicz – Shenzi
- Marek Frąckowiak – Banzai
- Jarosław Boberek –
  - Hiena Ed,
  - Kaczor Donald,
  - Stitch,
  - zwierzęta,
  - krasnoludki,
  - widz
- Tadeusz Borowski – Zazu
- Paweł Szczesny –
  - Zwierzęta,
  - Krasnoludek,
  - Cykor,
  - surykatki
- Jarosław Domin –
  - Żelazny Joe,
  - surykatka męska,
  - zwierzęta,
  - Mędrek
- Marek Robaczewski –
  - Zebra #1,
  - zwierzęta,
  - Śmigacz
- Joanna Wizmur –
  - żyrafa,
  - zwierzęta
- Anna Apostolakis –
  - surykatka żeńska,
  - zwierzęta
- Grzegorz Drojewski –
  - Zwierzęta,
  - Surykatka
- Jakub Szydłowski –
  - Goofy,
  - krasnoludek
- Krystyna Kozanecka –
  - kobieta w TV,
  - zwierzęta,
  - Królewna Śnieżka
- Beniamin Lewandowski – Zagubieni Chłopcy

Wykonanie piosenek:
- „Krąg życia” – Beata Bednarz, chór
- „Kopcie tunel” – chór
- „Dlaczego nie?” – Wojciech Paszkowski
- „Strasznie już być tym królem chcę” – Michał Mech, Tadeusz Borowski
- „Bo mały jest ten świat” – Wojciech Paszkowski
- „Hakuna Matata” – Emilian Kamiński, Wojciech Paszkowski
- „Lew stary mocno śpi” – Tomasz Steciuk
- „Ranek, wieczór” – chór
- „Pieśń o miłości” – Marta Smuk, Emilian Kamiński, Wojciech Paszkowski
- „Luau” – Wojciech Paszkowski
- „Kopcie tunel” (repryza) – chór

Chór: Izabela Bujniewicz, Wojciech Dmochowski, Magdalena Gruziel, Cezary Krylik, Ewa Lachowicz, Grzegorz Pierczyński, Anita Steciuk, Tomasz Steciuk, Olga Szymańska, Jakub Szydłowski, Marta Smuk, Łukasz Zagrobelny